# Брегово (село)
Вижте пояснителната страница за други значения на Брегово.
Брегово е село в Южна България. То се намира в община Кирково, област Кърджали.

## География
Село Брегово се намира в планински район.

## История
При избухването на Балканската война в 1912 година 3 души от Брегово са доброволци в Македоно-одринското опълчение.

## Население
Преброяване на населението през 2011 г.
Численост и дял на етническите групи според преброяването на населението през 2011 г.:
|                     | Численост | Дял (в %) |
| Общо                | 82        | 100,00    |
| Българи             | 0         | 0,00      |
| Турци               | 81        | 98,78     |
| Цигани              | 0         | 0,00      |
| Други               | 0         | 0,00      |
| Не се самоопределят | 0         | 0,00      |
| Неотговорили        | 0         | 0,00      |